# 關西電力黑部專用鐵道
關西電力黑部專用鐵道（日语：／／ Kansaidenryoku Kurobe Senyōtetsudō ）是位於富山县黑部市的私人鐵道，从黑部峡谷铁道本线分支出来的鐵路線，由关西电力公司擁有，用於連接位于关西电力公司的黑部川第四發電廠，全长7.0公里，本線有時稱為「上部軌道」，相對的黑部峡谷铁路本线有时被称为「下部軌道」。
此外，还关西电力公司還有一條「黑薙支线」，从黑部峡谷铁道黑薙站出发，前往二见进水坝。

## 路線數據
- 路線距離：7.0公里
- 軌距：762毫米
- 車站數目：9個（包括起終點站）
- 雙線區間：無（全程單線）
- 電氣化區間：無

## 历史
關西電力黑部專用鐵道最初是日本電力为了运输黑部川第三发电站相关设施（仙人谷大壩）的建材而建造的，建設工作从1937年开始，工程期間發生各種工安意外。首先是隧道挖掘工作環境溫度达到了166摄氏度，雖然安装喷水器为矿井内部降温，但仍有許多工人中暑。
1938年8月23日，在使用炸药时，炸药因地热而自燃爆炸，導致8名工人遇难，6人重伤。事故发生时，岩盤温度达120摄氏度，富山县警察局下达了停止施工的命令，日本電力以國家政策為由繼續施工。为了防止岩盤過热，炸药由硬胶、硬纸板、竹等覆盖，但意外爆炸依舊接连发生，造成多人丧生。
另外黑部峡谷是日本最容易发生雪崩的地区之一，1938年12月27日凌晨3：30分左右，志合谷发生了大规模的雪崩，造成工人宿舍84人死亡。1940年1月9日，隧道贯通后，阿苏原谷的工人宿舍也发生雪崩，随后又发生火灾，造成26人死亡、37人受伤。此外，在水平步道上，經常会发生物料运输车坠落事故。
1941年9月，關西電力黑部專用鐵道榉平到仙人谷开通，屬於接替日本電力的日本發送電。1951年1963年8月为了建设黑部川第四發電廠，从仙人谷延伸至黑部川第四發電廠前。關西電力黑部專用鐵道超高温段被称为「高熱隧道」，虽然由于修建水管灑水降温，但仍是平均40摄氏度的高温，在某些情况下，异常高温更会导致水管发生故障。吉村昭的小说《高熱隧道》描述了建造關西電力黑部專用鐵道的严酷施工。

## 運行

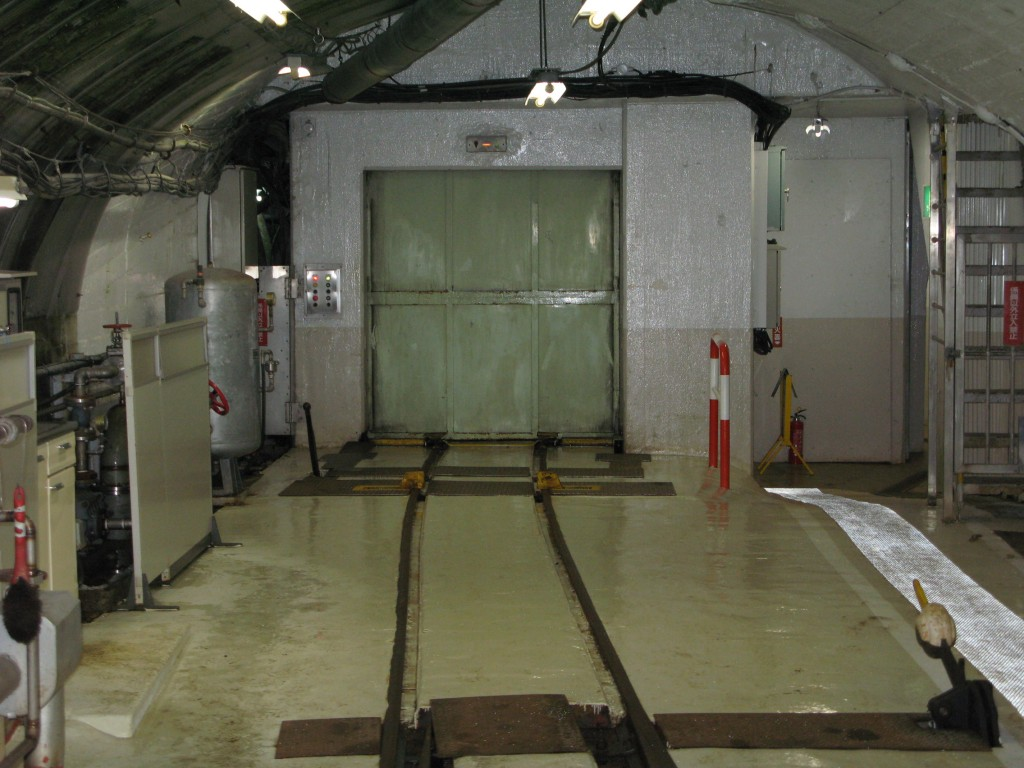
欅平上部站电梯

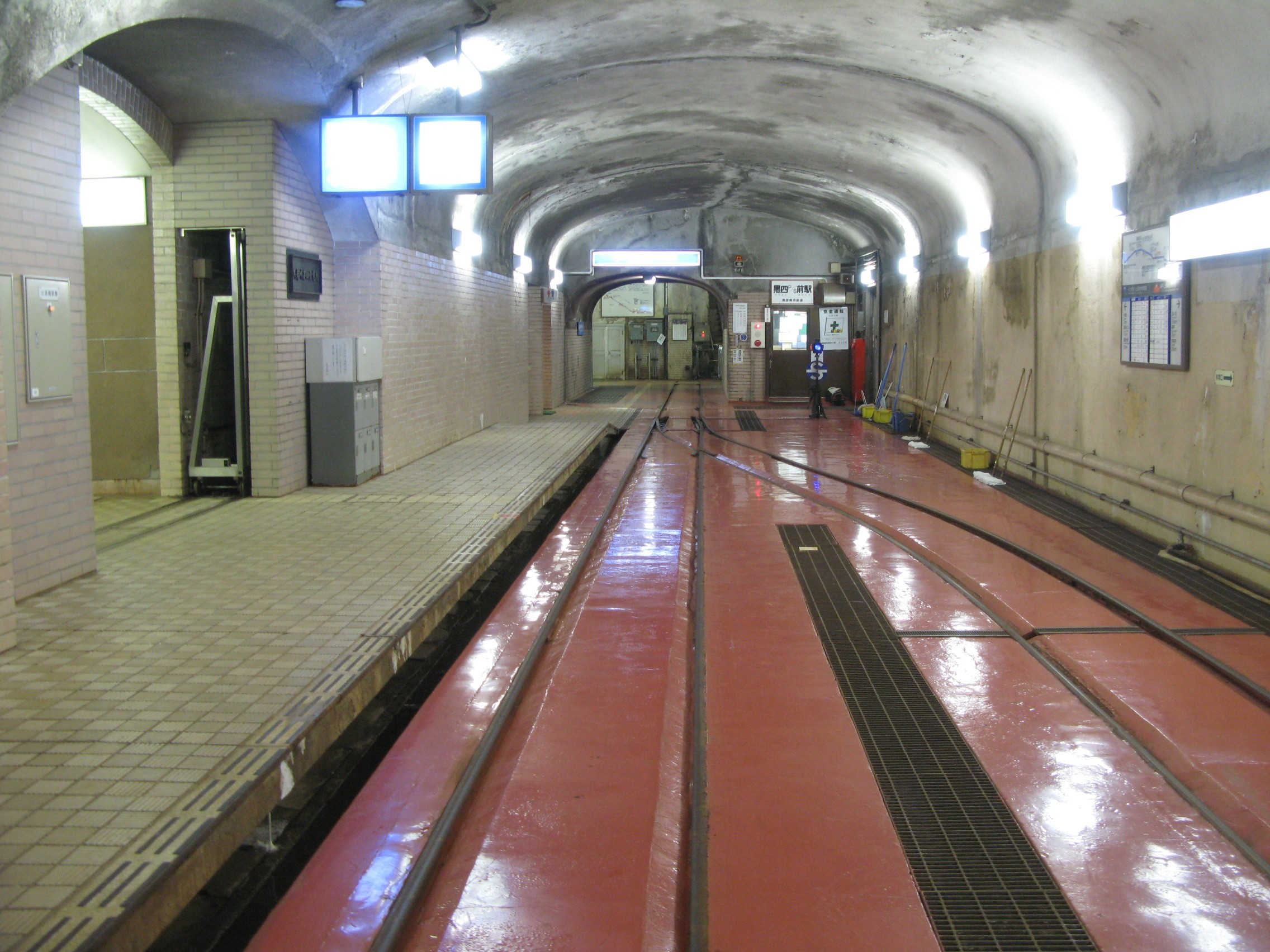
黑部川第四發電所前站

關西電力黑部專用鐵道使用蓄电池式机车牵引小型客车和敞车运行。之所以是蓄电池式，是因为内燃机车在途中的高温隧道内有燃油自燃的危险。此外，由于硫会腐蚀输电线，因此能鋪設接触网。
与冬季停运的黑部峡谷铁道本線不同，關西電力黑部專用鐵道全線几乎都是隧道，因此可以全年运营，每天有数班定期班次。车站都有遮蔽结构，即使在冬天也可以停靠通过。
關西電力黑部專用鐵道由关西电力公司的子公司黑部峡谷铁道營運。在榉平站与黑部峡谷铁道本线相连，但由于高差较大，在榉平站内设有可容纳货车车厢高度差约200m的电梯。这部电梯于1939年竣工，載重能力为4500公斤，曾是日本第一，目前仍是日本載重第三电梯。捲揚機最初由美国奧的斯電梯公司制造，一直使用到1985年才由奧的斯電梯的日本子公司製造的新機取代。
至於「上部軌道」和「下部軌道」准确地说，上部軌道是指电梯上方“欅平上部站（竪坑上部站）”到“黑部川第四發電所前站”區间。下部軌道是指黑部峡谷铁道本線全線，以及關西電力黑部專用鐵道榉平到榉平下部站（竪坑下部站）區間。 

## 车站列表
- 所有车站都位于富山县黑部市

| 站名               | 车站间公里 | 累计公里 | 見学会 | 连接路线/备注        |
| ------------------ | ---------- | -------- | ------ | -------------------- |
| 榉平               | -          | 0.0      | ●      | 黑部峡谷铁路本线     |
| 榉平下部           |            | 0.4      | ●      | 使用电梯前往欅台上站 |
| 榉平上部           |            | 0.6      | ●      | 使用电梯前往欅台下站 |
| 新屋               |            |          | ｜     |                      |
| 志合谷             |            |          | ｜     |                      |
| 折尾谷             |            |          | ｜     |                      |
| 阿曾原             |            |          | ｜     |                      |
| 仙人谷             |            | 6.1      | ●      |                      |
| 东谷               |            |          | ｜     | 废止。               |
| 黑部川第四發電廠前 |            | 7.0      | ●      |                      |

## 客運利用
由于關西電力黑部專用鐵道是關西电力的專用线路，原则上只有与關西电力相关的人才能乘坐，但如果申请由關西电力主办、富山县支持的“黑部路線見學會”，將有機會可以乘坐本路線。
2018年，富山县与关西电力簽署協議，預計2024年左右開始利用本路線和其他關西電力內部道路开展一般客運觀光业务、將黑部峽谷鐵道與立山黑部阿爾卑斯路線連接起來 。报導稱富山县与關西电力從2017年开始相關讨论，關西電力表示：「至少需要3至5年的安全对策建设。」还要依據《铁道事業法》，進行大量的投资。由于2024年能登半岛地震对下部轨道（黑部峡谷铁道）的破坏预计2026年才能修缮完成，本路线一般客运观光业务的开通日期也被推迟到了2026年后。